# Nurlan Mendygaliev
Nurlan Žajdergenovič Mendygaliev (in russo Нурлан Жайбергенович Мендыгалиев?; Alma-Ata, 5 aprile 1961) è un ex pallanuotista sovietico, vincitore di una medaglia di bronzo alle olimpiadi di Seul 1988.